# Garland T. Byrd
Garland Turk Byrd (* 16. Juli 1924 in Reynolds, Georgia; † 31. Mai 1997) war ein US-amerikanischer Politiker und von 1959 bis 1963 der 4. Vizegouverneur von Georgia.
Byrd diente während des Zweiten Weltkrieges von Oktober 1942 bis Oktober 1945 in der United States Army. Als er aus dem aktiven ausschied, hatte er dem Rang eines Captain inne und war Träger des Silver- und des Bronze Star. Byrd besuchte von 1946 bis 1948 die University of Georgia und erhielt 1948 seinen LL.B.-Abschluss an der Emory University. Noch im selben Jahr begann er, als Anwalt in Butler tätig zu werden. 1952 bis 1954 gehörte er dem Georgia Citizens Council an und war 1947 bis 1949 Mitglied des Repräsentantenhauses von Georgia. 1949 legte er sein Mandat nieder, um assistant director des staatlichen Veterans Service Department zu werden. Sein Vater Dozier Eugene Byrd übernahm daraufhin seinen vakanten Sitz und blieb bis 1954 Abgeordneter im Repräsentantenhaus. Vom 13. Januar 1959 bis zum 15. Januar 1963 hatte Garland T. Byrd das Amt des Vizegouverneurs von Georgia inne.
Byrd war seit dem 22. August 1946 mit Gloria Elizabeth Whatley (* 1925) verheiratet.